# 金凰珠寶
武漢金凰珠寶股份有限公司（NASDAQ：KGJI）成立於2002年8月，是中國的一家珠寶首飾公司。
2010年8月，金凰珠寶在美國納斯達克上市。
2020年6月，金凰珠寶被指以80噸銅鍍金的「假黃金」抵押，以獲得逾160億元人民幣的貸款。6月29日，金凰珠寶的股價大跌23%。

## 外部連結
- 官方网站